# Friedrich Harms (Kaufmann)
Friedrich Harms (* 17. August 1916  in Grevesmühlen; † 17. Juli 2007 in Herford) war ein deutscher Saatguthandelskaufmann und Mäzen. Er war Ehrensenator der Universität Rostock.

## Leben und Wirken
Friedrich Harms absolvierte nach dem Schulbesuch eine Lehre als Handelskaufmann und machte Karriere bei der großen Saat- und Pflanzenzuchtfirma Gebrüder Dippe AG in Quedlinburg. Im Jahr 1954 eröffnete Friedrich Harms eine Handelsvertretung in Herford. Er konnte sich in wenigen Jahren in der Saatenbranche etablieren. Auf dem Sektor Saatmais war Harms Anfang der 1970er Jahre mit einer französischen Maishybride in Deutschland führend. In der Saatgutbranche galt er als streitbar und bemühte oftmals Gerichte. Beispielsweise gelang ihm, dass ihm ein Saatgutkonzern Einsicht in die regionalen Verkaufszahlen für Blizzard-Mais in Deutschland gewähren musste, weil er die führende Stellung dieser Sorte gerichtlich anzweifelte.
Zeit seines Lebens fühlte sich Harms mit seiner Heimat Mecklenburg verbunden. Als nach der deutschen Wiedervereinigung im Rahmen der Neustrukturierung der Hochschullandschaft Mecklenburg-Vorpommerns die Agrarfakultät an der Universität Rostock in Frage gestellt wurde, setzte sich Harms für deren Erhalt ein. Zusammen mit seiner Ehefrau gründete er 1992 eine Stiftung zur Unterstützung der Agrarwissenschaftlichen Fakultät. 1994 ließ Harms ein Studentenwohnheim mit 47 Wohneinheiten für Rostocker Studenten errichten und 1998 steuerte Friedrich Harms 2 Mio. DM zur Errichtung einer Versuchsstation für das damals zur Leibniz-Gemeinschaft gehörende Forschungsinstitut für Nutztierbiologie in Dummerstorf bei.
Nach Auseinandersetzungen mit den Vertretern der Agrarfakultät entschloss sich Harms im Jahre 2000, seine Stiftung umzuwidmen: Unter dem Namen „Friedrich-und-Irmgard-Harms-Stiftung Stipendienfonds der Universität Rostock“ dient die Stiftung seitdem der Förderung junger Wissenschaftler der gesamten Universität und ihrer ausländischen Partnerhochschulen.
Für seine Verdienste um die Universität Rostock wurde Friedrich Harms von der Universität Rostock anlässlich ihres 575. Jubiläums die Würde eines Ehrensenators verliehen. 1998 erhielt er das Bundesverdienstkreuz 1. Klasse.

## Werke
- Tue recht und scheue niemand: Ansichten und Einsichten eines Mecklenburgers, Autobiographie, Berlin: Verlag am Park 2003